# 2003 год в боксе
2003 год в боксе.

## Профессиональный бокс

### Начали карьеру
- Артур Абрахам, при рождении Аветик Абрахамян — армянский боксёр-профессионал, выступающий в средней (Middleweight) весовой категории. Является действующим чемпионом мира по версии МБФ (IBF).

### Завершили карьеру
- Дэвид Айзон — нигерийский боксёр, выступающий в супертяжёлой весовой категории.
- Саен-Сор Плоенчит (англ. Saen Sor Ploenchit) — тайский боксёр-профессионал, выступавший в наилегчайшей (Flyweight) весовой категории. Чемпион мира по версии ВБА (WBA).

### Чемпионские бои

#### Тяжёлый вес (200+ фунт., 90.7+ кг)
Леннокс Льюис — Кличко